# Leucopogon brevicuspis
Leucopogon brevicuspis är en ljungväxtart som beskrevs av George Bentham. Leucopogon brevicuspis ingår i släktet Leucopogon och familjen ljungväxter. Inga underarter finns listade i Catalogue of Life.